# یوری میخالوویچ
یوری میخالوویچ (روسی: Юрий Михайлович Батуренко؛ زادهٔ ۲۹ دسامبر ۱۹۶۴) بازیکن فوتبال اهل اتحاد جماهیر شوروی سوسیالیستی است.
از باشگاه‌هایی که در آن بازی کرده‌است می‌توان به باشگاه فوتبال آنژی مخاچ‌قلعه، باشگاه فوتبال سوکول ساراتوف، باشگاه فوتبال زسکا مسکو، باشگاه فوتبال زسکا پامیر، باشگاه فوتبال تیومن، و باشگاه فوتبال لوکوموتیو مسکو اشاره کرد.
وی همچنین در تیم ملی فوتبال تاجیکستان بازی کرده‌است.